# Simón Balbuena Marroquín
Simón Alejandro Enrique Balbuena Marroquín (Arequipa,  1943),  es un periodista y político peruano. Alcalde de la Provincia de Arequipa en el periodo 2007-2010.

## Biografía
Simón Balbuena nació en Arequipa, el 5 de enero de 1943. Hizo sus estudios primarios en la Escuela Primaria 948 y 961; los secundarios en el Colegio Nacional de la Independencia, en Arequipa.  En septiembre de 1971 empieza a estudiar Periodismo en el Instituto de Periodismo Jaime Bausate y Mesa. De 1973 trabajó como tal en el Diario El Pueblo de Arequipa.
Se inicia su  actuación política postulando como candidato a la Alcaldía del Distrito de Jacobo Hunter por el Movimiento Independiente Hunter en el proceso de 1992, siendo electo para el periodo 1993-1995. Siendo reelecto en los periodos 1996-1998, 1999-2002 y 2003-2006. En las elecciones regionales y municipales del Perú de 2006 se presenta como candidato a la Alcaldía de la Municipalidad Provincial de Arequipa, ganando la elección para el período 2007-2010.
Dentro de sus principales obras se encuentra la peatonalización de la Calle Mercaderes y la implementación del Sistema Integrado de Transportes (SIT)